# Grant Wood
Grant DeVolson Wood (Anamosa, Iowa; 13 de febrero de 1891-Iowa City, Iowa; 12 de febrero de 1942) fue un pintor estadounidense. Se le conoce sobre todo por las pinturas con las que representaba el Medio Oeste rural estadounidense de entreguerras. Se le considera uno de los pintores de la Escuela Ashcan, que a través de Arshile Gorky llevó al expresionismo abstracto posterior a la Segunda Guerra Mundial.
Wood se formó como artesano y diseñador, además de pintor. En 1927 recibió el encargo de realizar un vitral. Como sabía poco sobre vitrales, fue a Alemania en busca de artesanos que lo ayudaran. Mientras estuvo allí, estuvo muy influenciado por las pinturas muy detalladas de varios maestros alemanes y flamencos del siglo XVI. Posteriormente, Wood abandonó su estilo impresionista y comenzó a pintar de la manera realista y muy detallada por la que ahora se le conoce. Su estilo refleja una mezcla de arte popular estadounidense e influencias europeas, creando una estética única y reconocible.

## Biografía

### Primeros años
.

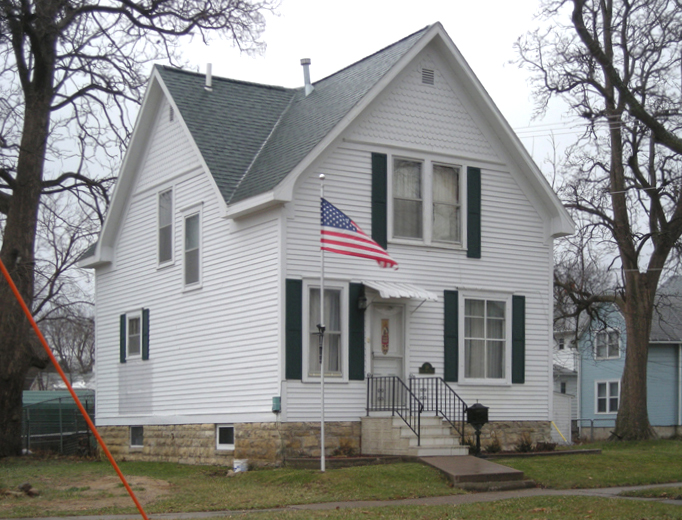
La casa de la infancia de Grant Wood, en Cedar Rapids, Iowa, está catalogada como uno de los lugares históricos más amenazados de Iowa.

Wood nació en la zona rural de Iowa, a 6,43 km al este de Anamosa, el 13 de febrero de 1891, hijo de Hattie DeEtte Weaver Wood y Francis Maryville Wood. Su madre trasladó a la familia a Cedar Rapids tras la muerte de su padre en 1901. Poco después, Wood comenzó como aprendiz en un taller metalúrgico local. Tras graduarse en Washington High School, Wood se matriculó en The Handicraft Guild, una escuela de arte dirigida íntegramente por mujeres en Minneapolis en 1910. Muy pronto comenzó a trabajar como aprendiz en una metalistería local. Después de graduarse en la Washington High School, Wood ingresó en una escuela de arte de Minneapolis en 1910, y regresó un año más tarde para enseñar en una escuela de una sola habitación. En 1913 acudió al Art Institute of Chicago e hizo algún trabajo como platero. Regresó de nuevo a Cedar Rapids para enseñar a estudiantes de la Junior High después de servir en el ejército como pintor de camuflaje.

## Carrera
De 1919 a 1925, Wood enseñó arte a alumnos de secundaria en el Sistema escolar público de Cedar Rapids. Este empleo le proporcionó estabilidad económica, y su carácter estacional le permitió realizar viajes de verano a Europa para estudiar arte. Además, pidió una excedencia durante el curso escolar 1923-1924 para poder pasar un año entero estudiando en Europa. Durante su etapa como profesor, Wood experimentó con el trabajo de la madera y el metal. Por ejemplo, construyó un banco para que los alumnos que incumplían las normas se sentaran mientras esperaban el castigo del director de la escuela, al que tituló Mourner's Bench, una referencia humorística al banco de duelo utilizado en las iglesias metodistas. 
Desde 1920 hasta 1928 hizo cuatro viajes a Europa, donde estudió muchos estilos de pintura, especialmente el impresionismo. Pero fue la obra de Jan Van Eyck la que le influyó para adquirir la claridad de esta nueva técnica e incorporarla a sus nuevas obras. Desde 1924 hasta 1935 Wood vivió en la planta alta de un garaje que él convirtió en su estudio personal en un callejón que posteriormente se llamó "5 Turner Alley" (el taller no tuvo dirección hasta que Wood hizo una él mismo). En 1932, Wood ayudó a fundar la Stone City Art Colony cerca de su ciudad natal para ayudar a los artistas durante la Gran Depresión. Se convirtió en un gran defensor del regionalismo en las artes, dando conferencias por todo el país sobre este tema.
Además, su viaje de 1928 a Múnich fue para supervisar la realización de las vidrieras que había diseñado para un Veterans Memorial Building en Cedar Rapids. 
Wood enseñó pintura en la Escuela de Arte de la Universidad de Iowa desde 1934, lo que le llevó a trasladarse a Iowa City. Durante ese tiempo, supervisó proyectos de pintura mural, tuteló a estudiantes, produjo una variedad de obras propias, y se convirtió en pieza clave de la comunidad cultural de la Universidad.
En 1932, Wood ayudó a fundar la Stone City Art Colony cerca de su ciudad natal para ayudar a los artistas a superar la Gran Depresión. Se convirtió en un gran defensor del regionalismo en las artes, dando conferencias por todo el país sobre el tema. A medida que se consolidaba su imagen clásicamente estadounidense, sus días bohemios en París fueron borrados de su imagen pública.
En 1934, Wood recibió una oferta para trabajar y enseñar en Iowa City como director de un New Deal Proyecto de Obras Públicas de Arte (PWAP). Mientras tenía su sede en Iowa City y estaba asociado con la Universidad de Iowa, ayudó a otros artistas y estudiantes de arte a realizar un conjunto de murales para la Universidad Estatal de Iowa en Ames, Iowa. Una vez concluido su PWAP en 1934, la Universidad de Iowa le ofreció un período de tres años como profesor asociado de Bellas Artes. Enseñó pintura en la Escuela de Arte hasta 1941. Durante ese tiempo, supervisó proyectos de pintura mural, fue mentor de estudiantes como Elizabeth Catlett, realizó diversas obras propias y se convirtió en una pieza clave de la comunidad cultural de la universidad.
Se cree que Wood era un homosexual en el armario, y que hubo un intento por parte de un colega senior, Lester Longman, de que lo despidieran tanto por motivos morales como por su defensa del regionalismo. La administración de la universidad desestimó las acusaciones y Wood habría continuado como profesor si no fuera por sus crecientes problemas de salud.
El 12 de febrero de 1942, el día anterior a su 51 cumpleaños, Wood murió en el hospital de la universidad víctima de cáncer pancreático.

## Influencias
Las primeras obras de Wood estuvieron significativamente influenciadas por sus estudios en Europa, particularmente el realismo detallado de los pintores flamencos del siglo XV como Jan van Eyck y Hans Memling. Esta influencia es evidente en su meticulosa atención al detalle y las superficies suaves y pulidas.
Una de las pinturas más famosas de Wood, "American Gothic", refleja su interés por las tradiciones populares americanas y la arquitectura gótica. El estilo y el tema de la pintura muestran su fascinación por la cultura americana y la experiencia rural estadounidense.
Como figura principal del movimiento del Regionalismo, Wood se comprometió a representar el carácter e identidad únicos del Medio Oeste estadounidense. Este movimiento fue una reacción contra el elitismo percibido del modernismo europeo y tenía como objetivo crear un arte que fuera accesible y relevante para los estadounidenses comunes.
La Gran Depresión influyó significativamente en las obras de Wood. Sus pinturas a menudo idealizan la vida rural, ofreciendo un sentido de estabilidad y tradición en un tiempo de incertidumbre económica. Este enfoque en los temas rurales fue tanto una celebración como un comentario sobre los valores y la resiliencia estadounidenses.

## Obra

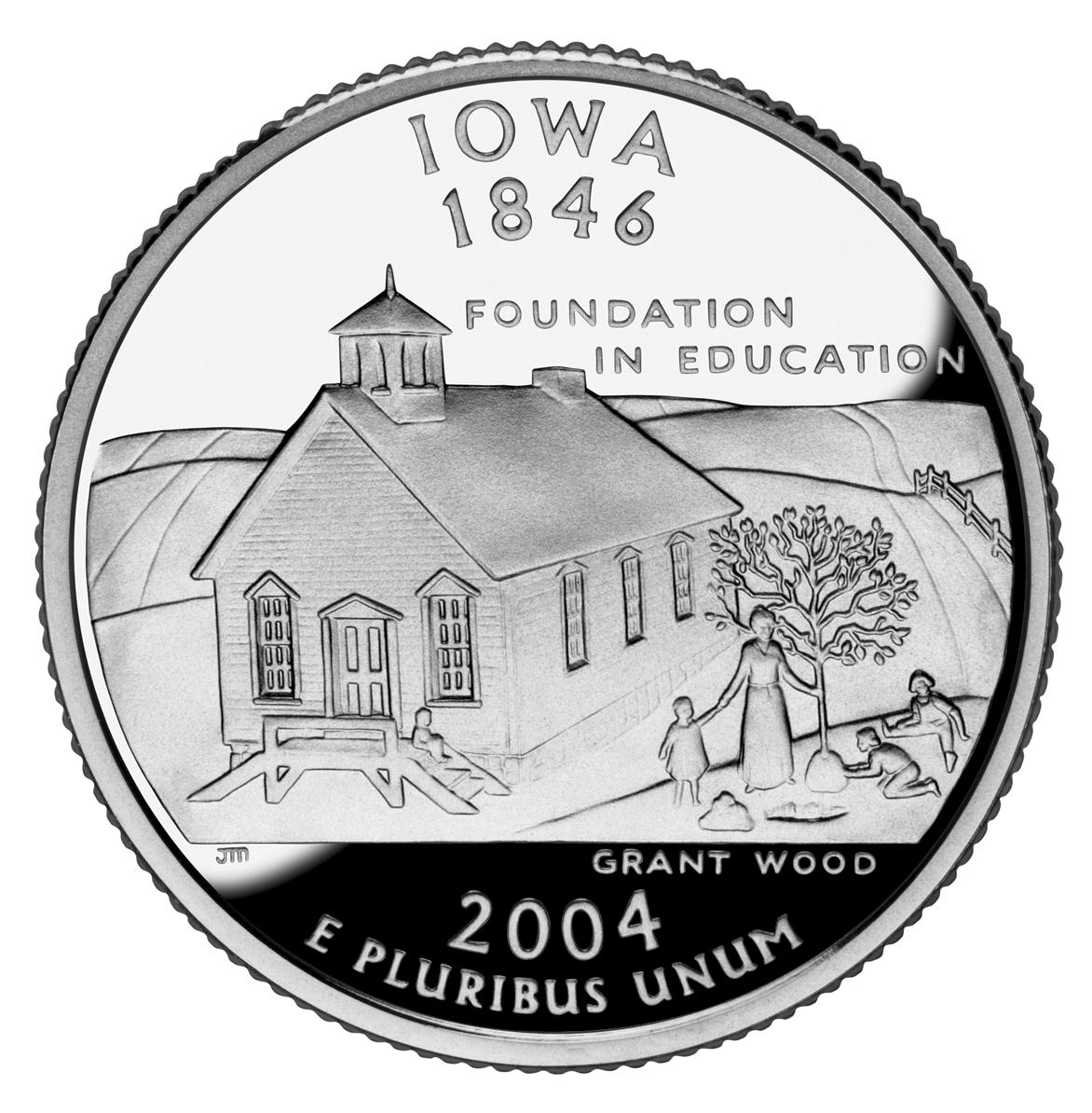
Cuarto de dólar del estado de Iowa acuñado en 2004 en homenaje a Grant Wood.

Wood fue un pintor activo desde una edad extremadamente joven hasta su muerte, y aunque se le conoce sobre todo por sus cuadros, trabajó una amplia variedad de medios, incluyendo tinta, carboncillo, cerámica, metal, madera y objetos encontrados. 
A lo largo de su vida su talento apareció en muchos negocios con sede en Iowa, como una fuente continua de ingresos. Esto incluía la pintura de anuncios, esbozos de habitaciones de un depósito de cadáveres para folletos de promoción y, en un caso, diseñando el decorado temático sobre el maíz (incluyendo la lámpara de araña) para el comedor de un hotel. Además, hizo un viaje en 1928 a Múnich para supervisar la realización de las vidrieras que había diseñado para el Edificio Memorial de Veteranos de Cedar Rapids.

### Obras claves

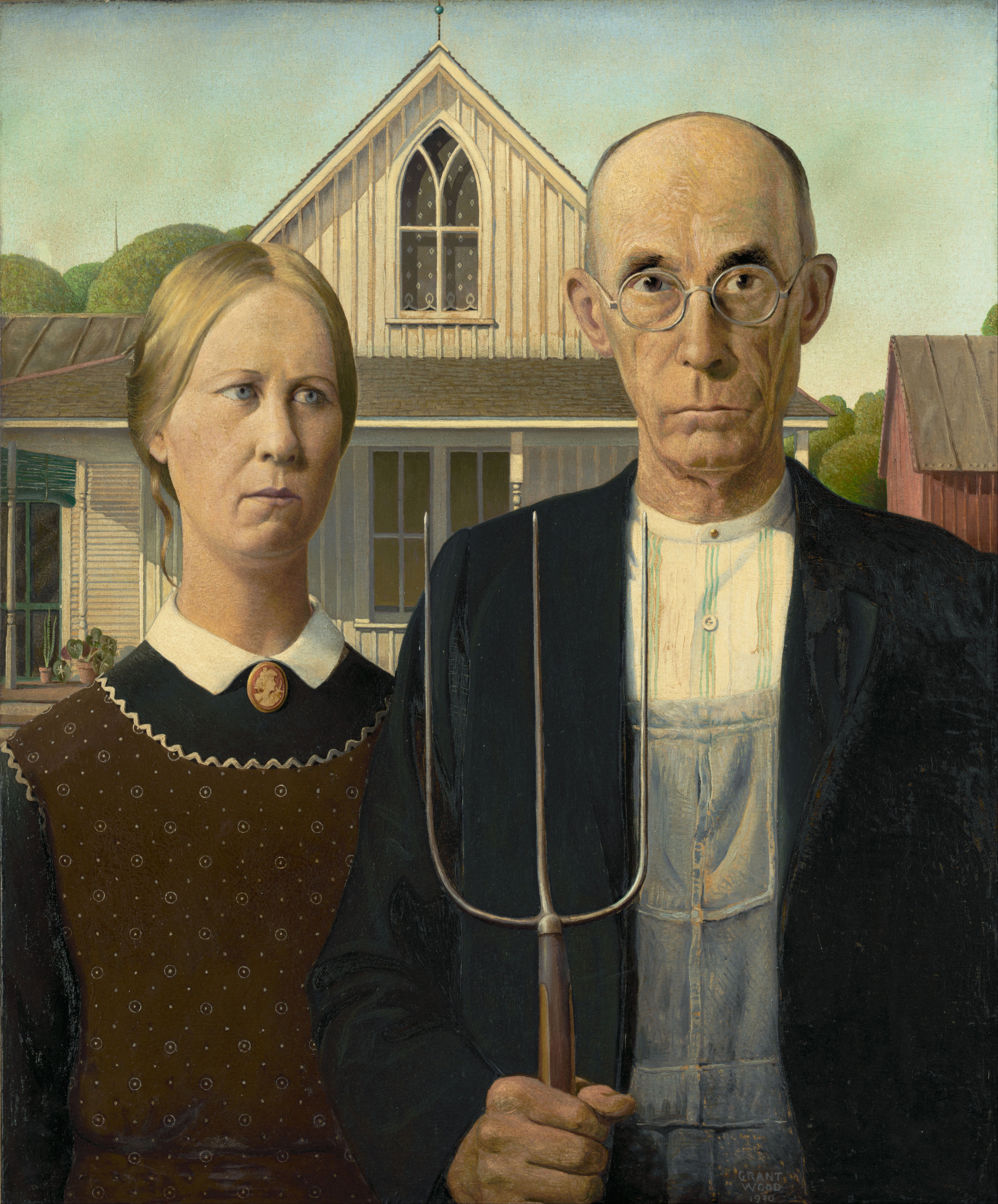
Gótico estadounidense (1930).

American Gothic (1930): Esta es la pintura más famosa de Wood y un ejemplo fundamental de su estilo.  En American Gothic( traducido al español a menudo como gótico estadounidense), Grant Wood evocó directamente imágenes de una generación anterior al presentar a un granjero y a su hija (a menudo se la confunde con su esposa)  posando rígidos de pie y vestidos como si fueran, en palabras del artista, "daguerrotipos de mi viejo álbum familiar". Están en el exterior de su casa, construida en un estilo de la década de 1880 conocido como Carpenter Gothic (gótico carpintero). Wood había visto una granja similar durante una visita a Eldon, Iowa.
Cuando se expuso en el Instituto de Arte en 1930, el cuadro causó sensación al instante, y su ambigüedad llevó a los espectadores a especular sobre las figuras y su historia. Muchos entendieron la obra como un comentario satírico sobre los habitantes del medio oeste que no estaban a la altura de un mundo que se modernizaba. Sin embargo, la intención de Wood era transmitir una imagen positiva de los valores rurales estadounidenses, ofreciendo una visión tranquilizadora al comienzo de la Gran Depresión, simbolizando la fortaleza y solemnidad de la vida rural estadounidense. 
Stone City, Iowa (1930): Esta pintura de un paisaje muestra la visión idealizada de Wood del Medio Oeste, con sus colinas onduladas, edificios de granja ordenados y una atmósfera tranquila.
Fue la primera pintura de paisaje importante de Wood. Es un estudio de un lugar real con el que Wood estaba completamente familiarizado, pero al paisaje le ha dado formas curvilíneas fantásticas, los árboles son ornamentales y las superficies brillantes tienen patrones artificiales.
Daughters of Revolution (1932): Esta obra combina realismo con sátira, representando a tres mujeres ancianas en el frente, apareciendo al fondo la pintura "Washington Crossing the Delaware" de Emanuel Leutze. Critica la desconexión entre el idealismo estadounidense y la realidad de sus ciudadanos.

### Regionalismo

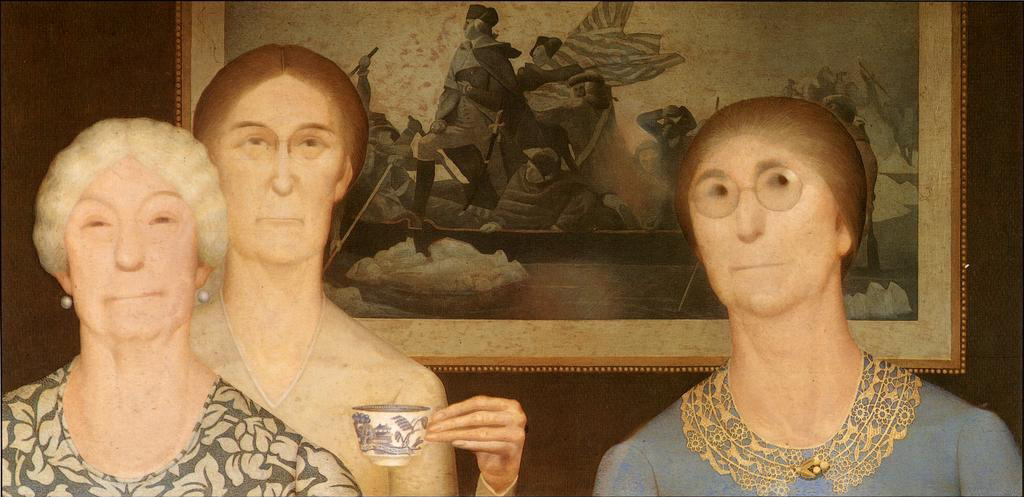
Daughters of Revolution (1932).

Grant Wood se relaciona sobre todo con el movimiento estadounidense del Regionalismo, que se localizó sobre todo en el Medio Oeste. Fue uno de los tres artistas más asociados con este movimiento. Los otros, John Steuart Curry y Thomas Hart Benton, regresaron al Medio Oeste en los años 1930 debido a los ánimos que les dio Wood y la ayuda con cargos docentes locales para ellos en universidades en Wisconsin y Kansas respectivamente. Junto con Benton, Curry, y otros artistas regionalistas, la obra de Wood fue comercializada a través de Associated American Artists en Nueva York durante muchos años.
La obra más conocida de Wood es su cuadro de 1930  Gótico estadounidense, una de las imágenes más conocidas del arte estadounidense en el siglo XX. El cuadro fue expuesto por vez primera en el Instituto de Arte de Chicago donde aún se encuentra hoy en día. Actualmente, la pintura es parodiada con frecuencia en la cultura popular, y sigue siendo uno de los ejemplos más notables del regionalismo. A Wood se le considera el artista patrón de Cedar Rapids, y uno de sus diseños se representa en el cuarto de dólar (en edición como moneda conmemorativa) de Iowa de 2004.

## Estilo

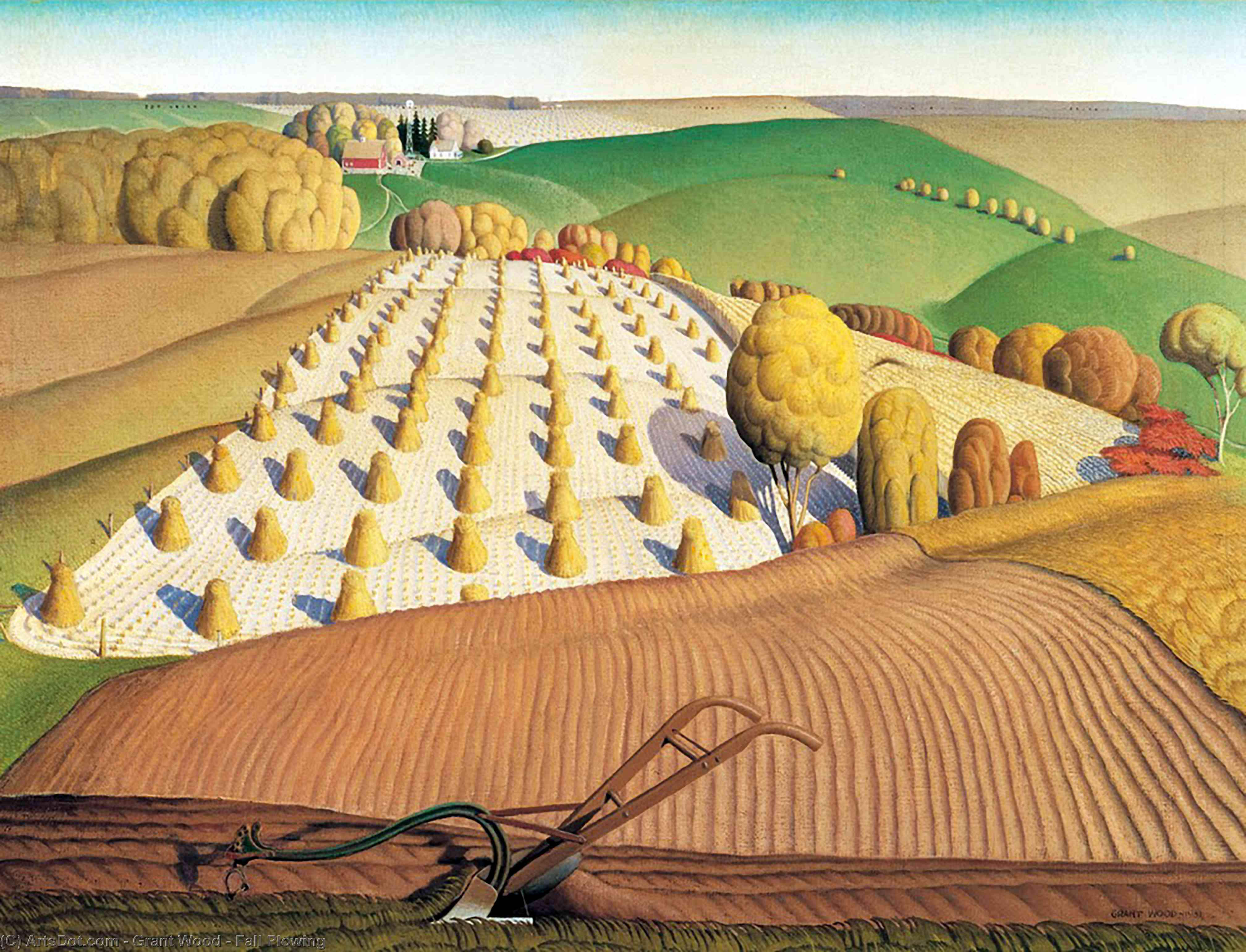
Fall Plowing, Grant Wood

El estilo de Wood se caracteriza por sus líneas claras y precisas y un realismo detallado, casi fotográfico. A menudo usaba un acabado liso, similar al esmalte, que eliminaba las pinceladas visibles, dando a sus pinturas una apariencia meticulosa y muy terminada. Aunque sus obras son realistas, a menudo contienen elementos simbólicos y satíricos. En su obra "American Gothic", por ejemplo, usa sus figuras de rostro severo y la arquitectura puntiaguda para celebrar y criticar la vida rural estadounidense.
Los paisajes de Wood están idealizados, enfatizando el orden y la armonía. A menudo representaba colinas onduladas, granjas bien cuidadas y entornos rurales pacíficos, creando una visión del Medio Oeste como un paraíso pastoril.
Los retratos de Wood son notables por su profundidad psicológica y detalle. A menudo pintaba a individuos de su comunidad, capturando sus personalidades y la esencia de la vida rural.
Las composiciones de Wood están cuidadosamente planificadas y equilibradas. A menudo usaba líneas verticales y horizontales fuertes, influenciadas por la arquitectura gótica y el arte popular, para crear un sentido de estabilidad y orden.

### Paleta de colores
Grant Wood utilizaba una paleta distintiva que reflejaba su estilo regionalista y su enfoque temático en la América rural. Sus elecciones de color típicamente incluían tonos terrosos como verdes apagados, marrones y grises, que evocaban los paisajes agrarios y la vida sencilla y rústica del Medio Oeste.
Wood a menudo empleaba una gama limitada de colores para crear una sensación de armonía y equilibrio en sus composiciones. Esta paleta restringida ayudaba a enfatizar la solidez y simplicidad de sus temas, como los agricultores y edificios rurales que frecuentemente representaba. Ocasionalmente, añadía toques de colores más brillantes o tonos contrastantes para destacar detalles específicos o crear interés visual.
La paleta de colores de Grant Wood fue fundamental para transmitir el estado de ánimo, la atmósfera y la identidad cultural de sus temas, capturando una esencia distintivamente estadounidense a través de su arte. Su cuidada selección y aplicación de colores contribuyeron significativamente al atractivo y reconocimiento perdurable de sus pinturas.

## Legado e influencia
Grant Wood está enterrado en el cementerio Riverside de Anamosa, Iowa.

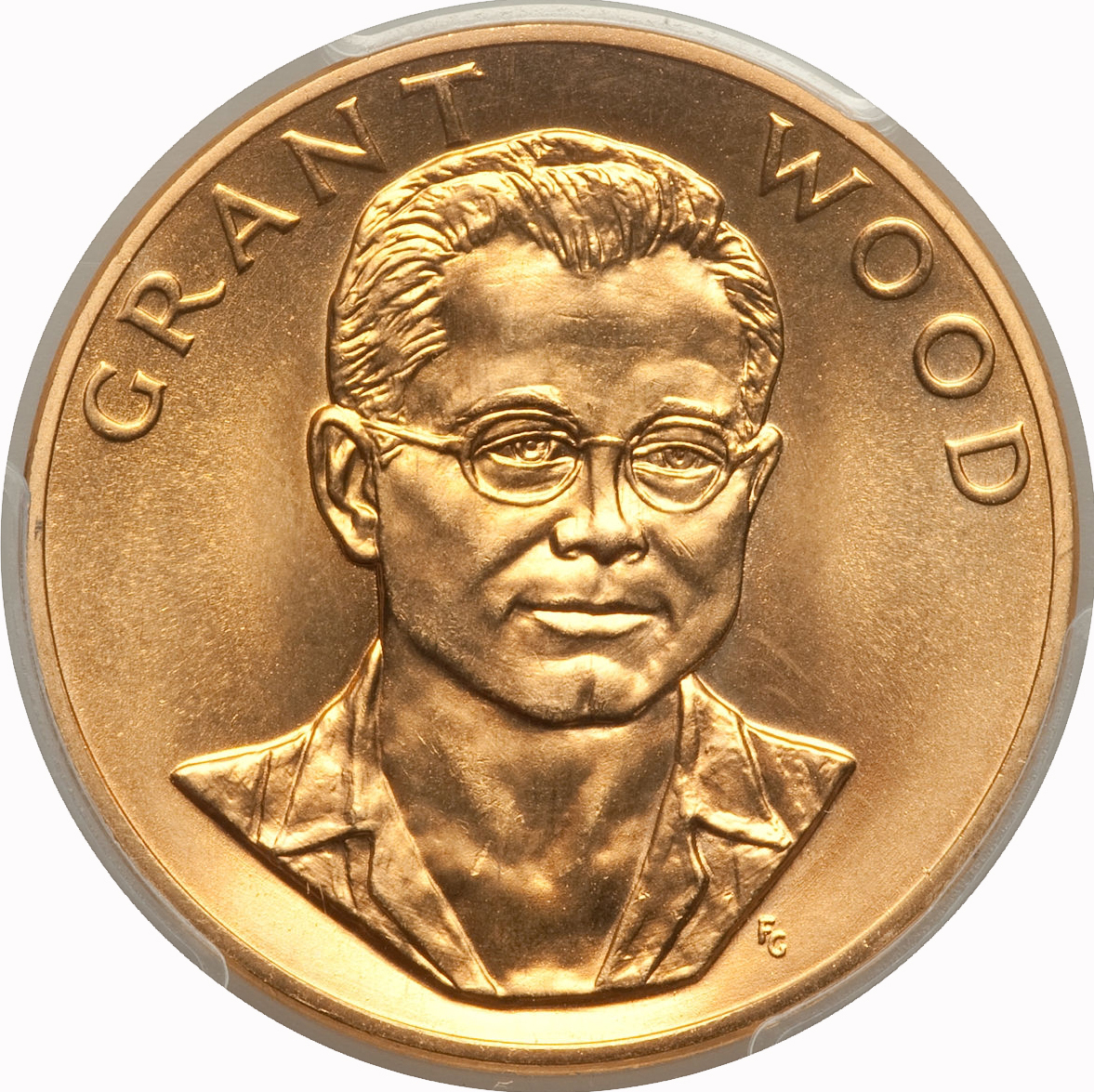
Medallón de oro de una onza de la American Arts Commemorative Series (Serie Conmemorativa de las Artes Americanas) de 1980 representando a Grant Wood

A la muerte de Wood, su herencia pasó a su hermana, Nan Wood Graham, la mujer retratada en American Gothic. Cuando ella murió en 1990, su patrimonio, junto con los efectos personales de Wood y varias obras de arte, pasó a ser propiedad del Figge Art Museum de Davenport, Iowa.
El barco Liberty SS Grant Wood de la Segunda Guerra Mundial fue bautizado en su honor.
En 2009, Grant fue galardonado con el Premio Iowa, el mayor honor ciudadano del estado de Iowa.
La Agencia de Educación del Área de Grant Wood, una de las nueve Agencias de Educación del Área regional de Iowa establecida en 1974, que presta servicio al este de Iowa, fue bautizada con el nombre de Grant Wood.